# Ontaneta di Croviana
Ontaneta di Croviana este o arie protejată (arie specială de conservare — SAC, sit de importanță comunitară — SCI) din Italia întinsă pe o suprafață de 28 ha, integral pe uscat.

## Localizare
Centrul sitului Ontaneta di Croviana este situat la coordonatele 46°20′13″N 10°54′02″E / 46.336944°N 10.900556°E.

## Înființare
Situl Ontaneta di Croviana a fost declarat sit de importanță comunitară în iunie 1995 pentru a proteja 6 specii de animale. Situl a fost protejat și ca arie specială de conservare în martie 2014.

## Biodiversitate
Situată în ecoregiunea alpină, aria protejată conține 9 habitate naturale: Mlaștini alcaline, Râuri de munte și vegetația lor lemnoasă cu Salix elaeagnos, Râuri de munte și vegetația erbacee de pe malurile acestora, Fânețe montane, Liziere de ierburi înalte hidrofile de câmpie și de nivel montan până la alpin, Cursuri de apă de la nivel de câmpie la nivel montan, cu vegetație Ranunculion fluitantis și Callitricho-Batrachion, Fânețe de joasă altitudine (Alopecurus pratensis, Sanguisorba officinalis), Râuri cu maluri nămoloase cu vegetație de Chenopodion rubri p.p. și Bidention p.p., Păduri aluvionare cu Alnus glutinosa și Fraxinus excelsior (Alno-Padion, Alnion incanae, Salicion albae).
La baza desemnării sitului se află mai multe specii protejate:
- păsări (4): pescăruș albastru (Alcedo atthis), ciocănitoare pestriță mare (Dendrocopos major), sfrâncioc roșiatic (Lanius collurio), ciocănitoarea verde (Picus viridis)
- pești (2): zglăvoacă (Cottus gobio), Salmo marmoratus

Pe lângă speciile protejate, pe teritoriul sitului au mai fost identificate 11 specii de plante, 1 specie de amfibieni, 5 specii de mamifere, 1 specie de reptile.